# Deutscher Sportjournalistenpreis 2021
Die neunte und letzte Verleihung des Deutschen Sportjournalistenpreises fand am 5. Juli 2021 im Hamburger Grand Elysée Hotel statt. Es wurden Preise in neun Kategorien verteilt. Außerdem wurde die Auszeichnung für das Lebenswerk und ein Sonderpreis für die Sportberichterstattung zu den Alpinen Skiweltmeisterschaften 2021 vergeben.

## Preisträger

### Beste Sportberichterstattung Online
| Platz | Website             |
| ----- | ------------------- |
| 1.    | Sportdeutschland.TV |
| 2.    | DAZN.com            |
| 3.    | t-online.de         |

### Beste Newcomer
| Platz | Person               |
| ----- | -------------------- |
| 1.    | Andrea Petković, ZDF |
| 2.    | Per Mertesacker, ZDF |
| 3.    | Sandro Wagner, DAZN  |

### Beste Sportberichterstattung Print
| Platz | Zeitung/Zeitschrift |
| ----- | ------------------- |
| 1.    | 11 Freunde          |
| 2.    | Sport Bild          |
| 3.    | Handballwoche       |

### Beste Sportkommentatoren
| Platz | Person                          |
| ----- | ------------------------------- |
| 1.    | Florian Schmidt-Sommerfeld, Sky |
| 2.    | Frank Buschmann, Sky            |
| 3.    | Claudia Neumann, ZDF            |

### Beste Sportberichterstattung Audio
| Platz | Sendung                                                               |
| ----- | --------------------------------------------------------------------- |
| 1.    | Sportschau-Olympia-Podcast, NDR – Moritz Cassalette und Fabian Wittke |
| 2.    | Das aktuelle Sportstudio, ZDF – Gespräche                             |
| 3.    | Phrasenmäher, Bild.de – Kai Traemann                                  |

### Beste Sportexperten
| Platz | Person                      |
| ----- | --------------------------- |
| 1.    | Stefan Kretzschmar, Sky     |
| 2.    | Felix Neureuther, Das Erste |
| 3.    | Laura Dahlmeier, Das Erste  |

### Beste Sportsendung
| Platz | Sendung                       |
| ----- | ----------------------------- |
| 1.    | Handball-Bundesliga, Sky      |
| 2.    | Das aktuelle Sportstudio, ZDF |
| 3.    | ran Football, Sat.1           |

### Beste Sportmoderatoren
| Platz | Person                                          |
| ----- | ----------------------------------------------- |
| 1.    | Jochen Breyer und Katrin Müller-Hohenstein, ZDF |
| 2.    | Alexander Bommes, ARD                           |
| 3.    | Annika Zimmermann, ZDF                          |

### Beste Berichterstattung eSport
| Platz | Person                                 |
| ----- | -------------------------------------- |
| 1.    | Caspar von Au, unmuted eSports         |
| 2.    | Jona „JustJohnny“ Schmitt, ran eSports |
| 3.    | Yannic Hannebohn, unmuted eSports      |

### Sonstige Auszeichnungen
Der Deutsche Sportjournalistenpreis für das Lebenswerk wurde Hans-Joachim Leyenberg (Frankfurter Allgemeine Zeitung) verliehen. Den Sonderpreis für die Sportberichterstattung zur Ski-WM 2021 in Cortina d’Ampezzo wurde an das Team ARD vergeben.